# Henry Wellesley, 1. Earl Cowley

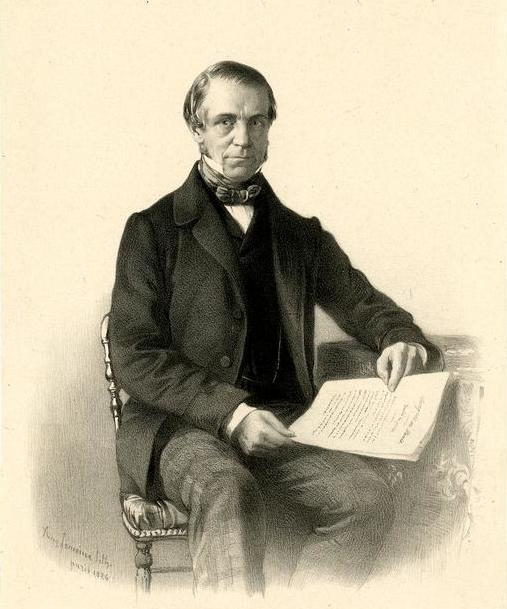
Henry Wellesley, 1. Earl Cowley

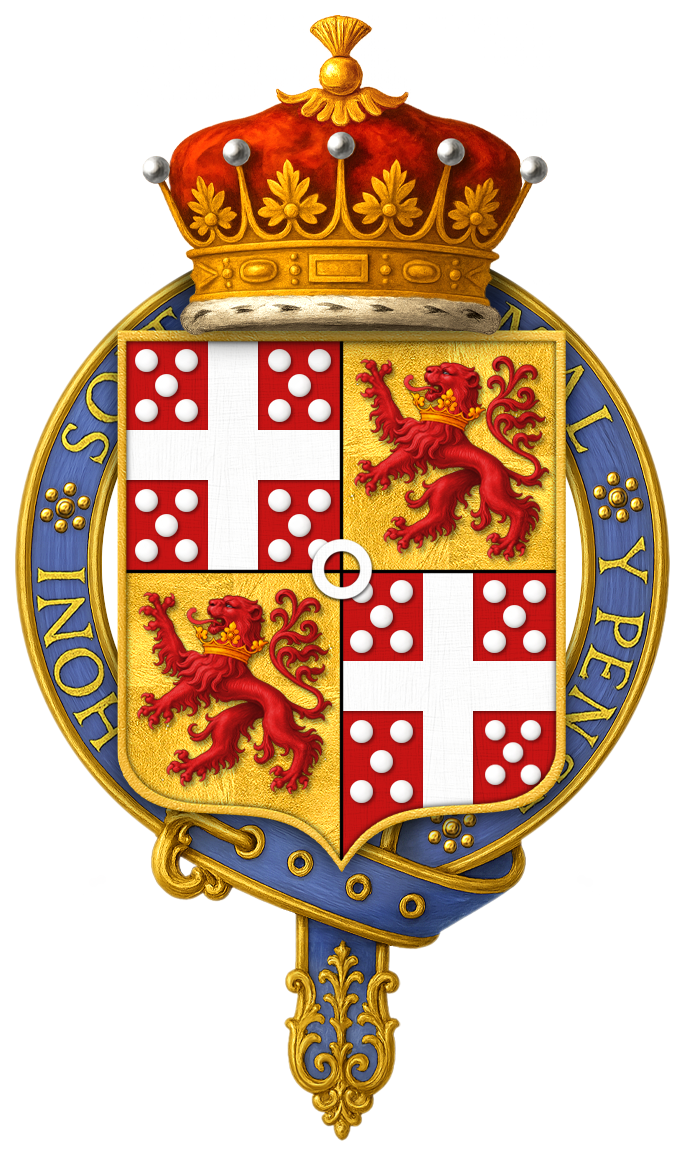
Wappen des Henry Wellesley, 1. Earl Cowley

Henry Richard Charles Wellesley, 1. Earl Cowley, KG, GCB, PC (* 17. Juli 1804 in Mayfair, London; † 15. Juli 1884 in Mayfair, London) war ein britischer Diplomat.

## Herkunft
Er entstammte der Familie Wellesley und war der älteste Sohn von Henry Wellesley, 1. Baron Cowley, aus dessen erster Ehe mit Lady Charlotte Cadogan, Tochter von Charles Cadogan, 1. Earl Cadogan. Sein Vater war der jüngste Bruder von Arthur Wellesley, 1. Duke of Wellington, Richard Wellesley, 1. Marquess Wellesley und William Wellesley-Pole, 3. Earl of Mornington.

## Diplomatische Karriere, Adelstitel und Auszeichnungen
Nach Besuch des Eton College und Studium am Brasenose College der Universität Oxford, trat er 1824 in den diplomatischen Dienst ein. Er wurde 1832 Gesandtschaftsattaché seines Vaters in Wien. Es folgten Stationen als Legationssekretär in Stuttgart und ab 1843 in Konstantinopel, wo er ab Juli 1846 während Sir Stratford Cannings Abwesenheit ein Jahr lang als Geschäftsträger fungierte.
Beim Tod seines Vaters im April 1847 erbte Wellesley dessen Adelstitel als 2. Baron Cowley und kehrte nach Großbritannien zurück, wo er den mit dem Titel verbundenen Sitz im House of Lords annahm. Im Februar 1848 erhielt er seinen ersten wichtigen Auftrag und wurde als Gesandter für die Schweizer Kantone eingesetzt. Im April 1848 wurde er als Companion des Order of the Bath ausgezeichnet. Im Juli 1848 wurde er mit einer speziellen Mission beauftragt und als britischer Gesandter beim Deutschen Bund nach Frankfurt versetzt, um das Vereinigte Königreich bei der neugeschaffenen deutschen Zentralgewalt zu vertreten. Im März 1851 wurde er zum Knight Commander des Order of the Bath erhoben. Für einen kurzen Zeitraum bekleidete er ab Juni 1851 eine Stellung als außerordentlicher Gesandter und bevollmächtigter Minister beim Deutschen Bund. 1852 wurde er ins Privy Council aufgenommen und zum Nachfolger Lord Normanbys als britischer Botschafter in Paris eingesetzt. Dieses Amt hatte er für die folgenden 15 Jahre inne, in denen die Kabinette und auch die Regierungspartei in der Heimat mehrfach wechselten. Seine Amtszeit deckte wesentliche Teile der Regierungszeit von Napoleon III. ab. Es gelang ihm, mehrere diplomatische Krisen zwischen beiden Ländern zu meistern. Im Februar 1853 wurde er zum Knight Grand Cross des Order of the Bath erhoben. 1856 gehörte er zur Delegation des Vereinigten Königreiches bei den Verhandlungen zum Pariser Frieden zur Beendigung des Krimkrieges. In Anerkennung seiner Verdienste wurde er am 11. April 1857 zum Earl Cowley und Viscount Dangan, of Dangan in the County of Meath, erhoben. 1860 wurde sogar ein Handelsabkommen, der Cobden-Chevalier-Vertrag, abgeschlossen. In Anerkennung für seinen Einsatz und die Unterstützung Richard Cobdens für dieses Handelsabkommen wurde er im Februar 1866 als Knight Companion des Hosenbandordens ausgezeichnet.
1867 trat Wellesley aus eigener Veranlassung von seinem Amt zurück. Im Juni 1870 wurde Wellesley als Doctor of Civil Laws die Ehrendoktorwürde der Universität Oxford verliehen.

## Ehen, Nachkommen und Privatleben
Wellesley heiratete am 22. Oktober 1833 Hon. Olivia Cecilia FitzGerald-de Ros (1807–1885), eine Tochter des Lord Henry FitzGerald (Sohn des 1. Duke of Leinster) und der Charlotte FitzGerald-de Ros, 20. Baroness de Ros. Mit ihr hatte er drei Söhne und zwei Töchter:
- William Henry Wellesley, 2. Earl Cowley (1834–1895) Lieutenant-Colonel der British Army, ⚭ 1863 Emily Gwendolen Peers-Williams;
- Lady Feodorovna Cecilia Wellesley (1838–1920), ⚭ 1874 Francis Bertie, 1. Viscount Bertie of Thame, britischer Botschafter in Frankreich;[2]
- Lady Sophia Georgiana Robertina Wellesley (1840–1923), ⚭ 1863 Charles Philip Yorke, 5. Earl of Hardwicke;
- Hon. Cecil Charles Foley Wellesley (1842–1916), Offizier der Royal Navy;
- Hon. Frederick Arthur Wellesley (1844–1931), Colonel der British Army, Militärattaché in St. Petersburg, ⚭ (1) 1873–1882 Emma Anne Caroline Bloomfield Loftus, ⚭ (2) 1884–1897 Catherine Candelin, ⚭ (3) 1904 Evelyn Katrine Gwenfra Wellesley.

Von seinem kinderlosen Neffen zweiten Grades, William Pole-Tylney-Long-Wellesley, 5. Earl of Mornington, erbte 1863 das Anwesen Draycot House in Draycot Cerne, Wiltshire, nebst dazugehörigen Ländereien, wo er bis zu seinem Tod lebte.
Er starb 1884 im Alter von 80 Jahren in London und wurde in Draycot Cerne begraben.

## Werke
- Henry Richard Charles Wellesley Cowley, Édouard Drouyn de Lhuys: Convention between Her Majesty and the Emperor of the French: additional to the Convention of April 3, 1843, relative to Post Office arrangements, signed at Paris, December 12, 1854. Printed by Harrison and Sons, London 1855, OCLC 193840320.
- Maritime League for the Resumption of Naval Rights by Great Britain, Henry Richard Charles Wellesley Cowley: The Declaration of Paris. Correspondence with Lord Cowley. No. l. London 1876, OCLC 943710, JSTOR:60235162.
- Henry Richard Charles Wellesley Cowley, Frederick Arthur Wellesley: The Paris embassy during the Second Empire selections from the papers of Henry Richard Charles Wellesley, 1st earl Cowley, ambassador at Paris, 1852–1867. T. Butterworth, London 1928, OCLC 693115813.
- Henry Richard Charles Wellesley Cowley, Frederick Arthur Wellesley: Secrets of the second empire; private letters from the Paris embassy. Harper & Bros., New York and London 1929, OCLC 353050.